# Waluta bazowa
Waluta bazowa – waluta wykorzystywana jako punkt odniesienia dla kursu walutowego lub prezentacji danych finansowych. Na rynkach walutowych jest to pierwsza waluta w kwotowaniu, której wartość jest wyrażana za pomocą odpowiedniej liczby jednostek waluty kwotowanej. Np. w przypadku kursu USD/PLN walutą bazową jest dolar, a kwotowaną PLN, jako że wartość 1 dolara amerykańskiego określana jest w złotych. Na rynkach walutowych jako waluty bazowe najczęściej wykorzystuje się waluty o dużym znaczeniu międzynarodowym, takie jak:
- dolary USA,
- euro,
- franki szwajcarskie,
- funty szterlingi,
- jeny japońskie.